# O Militante
O Militante é uma revista de discussão teórica, fundada em 1933 e publicada pelo Partido Comunista Português. O Militante forma, com o semanário Avante!, o núcleo essencial da imprensa do Partido, mas, ao contrário do Avante!, O Militante só é vendido nos escritórios do partido ou aos assinantes. O Militante, de acordo com o partido, tem contributo na informação e formação política e ideológica e no tratamento de questões de organização. Os artigos apresentados na revista estão normalmente relacionados com o estado da organização e prioridades de trabalho do Partido. Analisa também a situação política nacional, internacional e acontecimentos históricos. Normalmente inclui também informações oficiais do Partido, tais como relatórios do Comité Central.

## História
O seu relançamento clandestino, a partir de junho de 1941, fez parte da primeira etapa da "reorganização" do partido de 1940-1941.
A revista é publicada a cada dois meses, seis vezes por ano, e está agora na sua quarta série, uma série que começou em 1974, após a Revolução dos Cravos.

## Coleção do jornal
A coleção do jornal no período da publicação clandestina encontra-se disponível na Internet.